# Derecho Indiano
Als Derecho Indiano (Indianisches Recht) wird das spanische Kolonialrecht in den amerikanischen Kolonien des Vizekönigreichs Neuspanien bezeichnet. Das Attribut indiano bezieht sich nicht auf die indigene Bevölkerung, sondern allgemein auf den geographischen Raum der Indias. Es handelt sich also um allgemeine Gesetze und nicht notwendigerweise um Schutzgesetze, auch wenn diese neben dem öffentlichen Recht das wesentliche Hauptaugenmerk des Indianischen Rechts waren.
Die Rechtsordnung im kolonialen Hispanoamerika war kasuistisch und zeichnete sich durch ihre fehlende Systematik, sowie durch die Verschiedenartigkeit und Verstreutheit ihrer Quellen aus, was bereits in der Kolonialzeit selbst vielfach zu einer Unklarheit darüber führte, welche Normen anzuwenden seien. Das Indianische Recht speist sich sowohl aus Rechtsprechung, vizeköniglichen Ordonnanzen, Kommunalgesetzgebung, kastilischem Recht (im Bereich des Privatrechts) sowie, untergeordnet, originär indigenem Recht (sofern es nicht mit dem Christentum oder anderem Recht kollidierte). Unklarheiten versuchte man durch Anfrage an den spanischen König zu lösen. 
Bekannte Teile des Indianischen Rechts sind die Leyes de Burgos (1512) und die Leyes Nuevas von 1542, die sich beide mit dem Schutz der indigenen Bevölkerung befassten.
Die Recopilación de Leyes de las Indias von 1680 stellte einen Versuch dar (in 4 Bänden, mit über 6000 einzelnen Gesetzen), ein wenig Ordnung in das Chaos des Indianischen Rechts zu bringen, was jedoch nur bedingt gelang.